# Headlines!
„Headlines!“ е първият EP албум на британската поп-група Сатърдейс издаден през август 2010. Албумът достига номер три във Великобритания и получава златна сертификация.

## Списък с песните

### Оригинален траклист
1. „Missing You“ – 3:41
2. „Ego“ – 2:59
3. „Higher“ – 3:27
4. „Forever Is Over“ (радио редактиран) – 3:22
5. „Died in Your Eyes“ – 4:01
6. „Karma“ –	3:40
7. „Puppet“ – 3:42
8. „One Shot“ (Starsmith Mix) – 3:31

### Бонус съдържание
1. „Headlines PUSH съдържание“ (уеб линк)

### iTunes Store предварително поръчково бонус съдържание
1. „Forever is Over“ (Orange Monkey акустична версия) – 3:51
2. „Ego“ (Radio 1 Live Lounge акустична версия) – 3:15
3. „Forever is Over“ (видеоклип)	– 3:31
4. „Ego“ (видеоклип)	– 3:08
5. „Missing You“ (видеоклип)	– 3:50

### Разширено издание
1. „Here Standing“ – 3:36
2. „Lose Control“ – 3:19
3. „Deeper“ – 4:05
4. „Higher“ (с Фло Райда) – 3:21